# Valencia Body & Assembly
Valencia Body & Assembly (Ford Almussafes) is een auto-onderdelen en -assemblagefabriek van het Amerikaanse concern Ford Motor Company in het Spaanse Almussafes in de regio Valencia.
Ford kocht in 1973 1,1 km² grond ten zuiden van Valencia en bouwde er een nieuwe fabriek op basis van het toen recent geopende Ford Saarlouis in Duitsland. Drie jaar later, op 18 oktober 1976, rolde de eerste Ford Fiesta er van de band. Op 25 oktober 1976 werd de fabriek officieel geopend door koning Juan Carlos I van Spanje.
In 2006 werkten er nog ruim 7000 mensen met nog eens 16.000 bij de toeleveranciers. De fabriek stond toen in voor zo'n 8,2 procent van het bruto product van de regio Valencia.
In juni 2022 besloot de Ford directie de productie van nieuwe elektrische wagens, gepland voor productie vanaf 2025, aan de fabriek in Valencia toe te wijzen, ten nadele van Ford Saarlouis, een andere fabriek ook in de running voor de opdracht.

## Gebouwde modellen
| Afbeelding | Model                  | Periode   |
| ---------- | ---------------------- | --------- |
|            | Ford Fiesta I-VI       | 1976+     |
|            | Ford Escort III-VI     | 1981-1998 |
|            | Ford Orion I-III       | 1983-1993 |
|            | Ford Ka I              | 1996-2008 |
|            | Ford Focus I-II        | 1998-2011 |
|            | Mazda2 II              | 2002-2007 |
|            | Ford Transit Connect I | 2002+     |
|            | Ford Kuga I            | 2008+     |
|            | Ford C-MAX II          | 2010+     |